# Celastrus yuloensis
Celastrus yuloensis är en benvedsväxtart som beskrevs av X.Y.Mu. Celastrus yuloensis ingår i släktet Celastrus och familjen Celastraceae. Inga underarter finns listade.